# Haborodelphis
Haborodelphis — вимерлий рід білугоподібних зубастих китоподібних, відомий з раннього пліоцену з північно-західної частини Тихого океану. Його вперше назвали Хірото Ічісіма та його колеги в 2018 році, а типовим видом є H. japonicus.